# أليكس جوليج
أليكس جوليج (بالألمانية: Alex Jolig) (من مواليد 17 يناير 1963)، المعروف باسمه المسرحي أليكس، هو ممثل ومغني ومتسابق للدراجات النارية.

## روابط خارجية
- أليكس جوليج على موقع IMDb (الإنجليزية)
- أليكس جوليج على موقع ألو سيني (الفرنسية)
- أليكس جوليج على موقع ميوزك برينز (الإنجليزية)
- أليكس جوليج على موقع ديسكوغز (الإنجليزية)
- أليكس جوليج على موقع قاعدة بيانات الفيلم (الإنجليزية)
- أليكس جوليج على موقع كينوبويسك (الروسية)

- الموقع الرسمي
- أليكس جوليج في قاعدة بيانات الأفلام على الإنترنت
- Alex Jolig's profile in Jaja-Uma Club